# Tigres de Cartagena
Los Tigres de Cartagena es un equipo de béisbol de la Liga Colombiana de Béisbol Profesional, con participación desde la temporada 1995-1996 (en la que se consagraron campeones) y con sede en el Estadio Once de Noviembre de Cartagena hasta la temporada 2015-2016, se ausentó en la temporada 2016-2017 mientras Indios de Cartagena representó a la ciudad, regresando en 2017-2018. Es uno de los equipos más importantes del béisbol colombiano. El equipo se desintegró por problemas administrativos en el año 2019.

## Historia

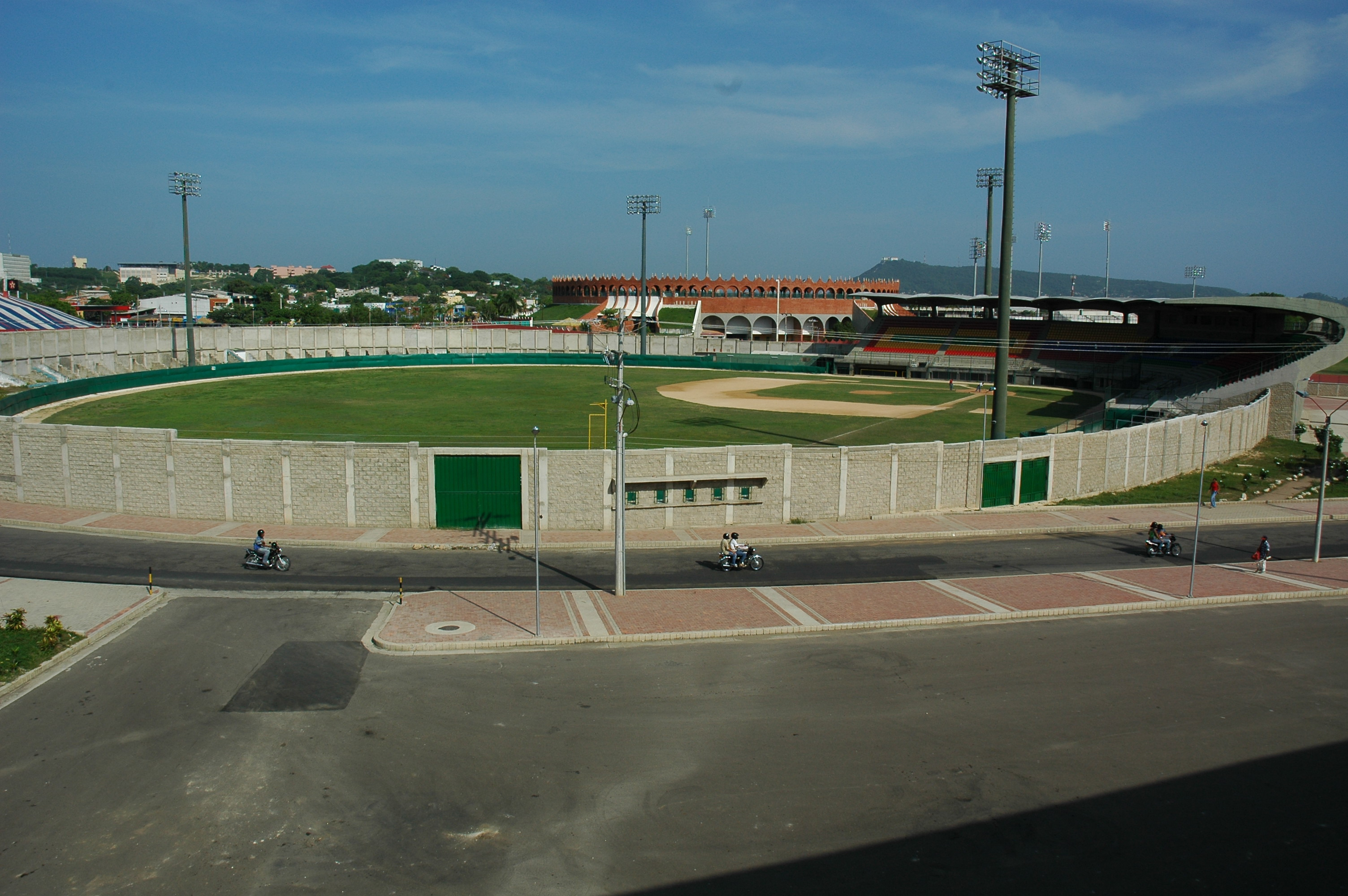
Estadio Once de Noviembre.

El 15 de febrero de 1996 fue creada mediante escritura No 502 la sociedad Corporación de Béisbol Profesional Cartagena de Indias Corpoindias S.A., cuyo objeto social es masificar la práctica del deporte en Colombia a través de la creación y promoción del Club Deportivo de Béisbol Profesional Los Tigres. El club cuenta con reconocimiento deportivo, el cual fue entregado por Coldeportes Nacional, el 13 de agosto de 2003 bajo resolución No 001477.
El hecho de estar en una plaza beisbolera por excelencia, obligó a los directivos a entregarse a fondo al Club, ganándose poco a poco el respaldo de la afición cartagenera, que vio en ellos un equipo aguerrido, luchador y con sed de triunfo.
Los Tigres alcanzaron su primer título en la temporada 1995-1996 con la dirección de Jolbert Cabrera, teniendo en esa oportunidad en su roster a sus hijos Jolbert y Orlando. En la campaña 2003-2004, bajo la dirección de Bill Madlock (cuatro veces champion bate en la Liga Nacional) y con el aporte del Big Leaguer colombiano Holbert Cabrera, lograron repetir esa hazaña. Los Tigres dejaron en el camino a Caimanes - Aluminio Reynolds, para luego vencer en el play off final a Leones-Telecom apoyados en una combinación perfecta de sus fuertes bateadores y lanzadores.
Para la temporada 2004-2005, los Tigres volvieron a ganar el título del Béisbol Profesional Colombiano bajo la dirección de Bill Madlock y Néder Horta. La novena cartagenera venció en 7 juegos a los Caimanes de Barranquilla.
En la campaña 2005-2006, los Tigres siguieron con la hegemonía del Béisbol Profesional Colombiano venciendo en 5 juegos a Caimanes en el play off final. Esta temporada tuvo un agregado especial, ya que por primera vez se juega con el aval de MLB, algo con lo que no se había contado por más de 20 años. 
La séptima temporada organizada por la Liga Colombiana de Béisbol Profesional tuvo a los Tigres nuevamente como principales protagonistas bajo las órdenes de Néder Horta. La novena cartagenera volvió a vencer a los Caimanes de Barranquilla, al barrerlos en 4 juegos en el play off final, ganando así su cuarto título consecutivo. El big leaguer Holbert Cabrera fue nombrado el jugador más valioso de la serie final, al conectar 7 hits en 13 turnos al bate, de ellos un jonrón y tres dobles. Cabrera terminó con 10 carreras empujadas, 3 anotadas y un average de .538.
Luego del título, los Tigres-Recordar salieron airosos 2 victorias contra 1 derrota sobre los Indios del Bóer, monarcas de Nicaragua, en la serie internacional realizada en el Estadio Dennis Martínez de Managua; esta serie de tres juegos hizo parte del proceso de prueba de ambos países para jugar en la Serie del Caribe, evento donde participan los campeones del béisbol de República Dominicana, Puerto Rico, Venezuela y México.
En 2014 el equipo hace historia consiguiendo para el béisbol colombiano el primer título de la Serie Latinoamericana derrotando a Brujos de Los Tuxtlas en el play-off final por 9-1, título que corto un ayuno de muchos años en cuanto a títulos internacionales para el béisbol colombiano.
Ausente en el torneo 2016-2017 para dar paso a Indios de Cartagena y regresar en la temporada 2017-2018.

## Rivalidad con Caimanes
Llamado "Clásico de la Cordialidad", el juego entre Caimanes y Tigres es considerado un clásico debido a que ambos equipos son los más ganadores de títulos en el torneo y generalmente dominadores del mismo. En las últimas 7 temporadas Tigres ha ganado 40 juegos mientras Caimanes ha ganado 62.
Resumen de enfrentamientos y serie desde el 2011-2012:
| Temporada | Fase         | Ganador  | Serie   | Perdedor |
| --------- | ------------ | -------- | ------- | -------- |
| 2011-12   | Fase Regular | Caimanes | 9 - 5   | Tigres   |
| 2012-13   | Fase Regular | Caimanes | 8 - 6   | Tigres   |
| 2012-13   | Play Off     | Caimanes | 4 - 2   | Tigres   |
| 2013-14   | Fase Regular | Tigres   | 13 - 1  | Caimanes |
| 2014-15   | Fase Regular | Caimanes | 10 - 4  | Tigres   |
| 2015-16   | Fase Regular | Caimanes | 11 - 3  | Tigres   |
| 2017-18   | Fase Regular | Caimanes | 10 - 4  | Tigres   |
| 2018-19   | Fase Regular | Caimanes | 7 - 3   | Tigres   |
| 2018-19   | Round Robin  |          | -       |          |
| Resumen   | Total        | Caimanes | 62 - 40 | Tigres   |

## Roster 2024-25
Estos son los jugadores confirmados hasta el momento.

## Palmarés
Estos son los títulos ganados por el equipo en su historia.

### Liga Colombiana de Béisbol Profesional
Estos son los títulos obtenidos por el equipo en la liga:
| Temporada | Campeón | Serie | Rival                    | Mánager Campeón     |
| 1995/96   | Tigres  | 4-2   | Caimanes de Barranquilla | Holbert Cabrera Sr. |
| 2003-04   | Tigres  | 4-1   | Leones de Montería       | Bill Madlock        |
| 2004-05   | Tigres  | 4-3   | Toros de Sincelejo       | Néder Horta         |
| 2005-06   | Tigres  | 4-1   | Caimanes de Barranquilla | Néder Horta         |
| 2006-07   | Tigres  | 4-0   | Caimanes de Barranquilla | Néder Horta         |
| 2013-14   | Tigres  | 4-1   | Leones de Montería       | Donaldo Méndez      |

Subcampeonatos: 1994-95, 2012-13, 2022-23

### Serie Latinoamericana
Tigres ha logrado 1 campeonato en la Serie del Latinoamericana.
| Año  | Sede     | Campeón | Mánager        | Récord | Subcampeón            |
| ---- | -------- | ------- | -------------- | ------ | --------------------- |
| 2014 | Montería | Tigres  | Donaldo Méndez | 9-1    | Brujos de Los Tuxtlas |

## Jugadores premiados
Estos son los jugadores premiados en la liga en las diferentes ediciones:
- Jugador más valioso:
  -  Carlos Arroyo 2005/06
  -  Jolbert Cabrera 2012/13
  -  Jesús Valdés 2013/14

- Mejor lanzador "Premio Carlos Petaca Rodríguez":
  -  Ryan Knippschild 2007/08
  -  Edgar Ramírez 2009/10
  -  Roger Luque 2012/13
  -  Jorge Vásquez 2013/14
  -  Eduar López 2020-21

- Mejor primera base:
  -  Dexter Mc Call 2015/16

- Mejor tercera base:
  -  Jhonatan Lozada 2015/16

- Mejor short stop:
  -  Jairo Cardozo 2015/16

- Mejor center field (jardinero central):
  -  Evan Hooiser 2015/16

- Mánager del año:
  -  Donaldo Méndez 2012/13

- Novato del año:
  -  Giovanny Urshela 2009/10
  -  Brayan Pérez 2015/16